# Кайли Миноуг
Кайли Ан Миноуг OBE (на английски: Kylie Ann Minogue, родена на 28 май 1968 година в Мелбърн, Австралия), известна също просто като Кайли, е австралийска певица, авторка на песни и актриса. От 1990-те години нататък тя живее и работи във Великобритания. Кариерата на Кайли Миноуг е една от най-дългите и най-успешните в съвременната поп музика, като в Европа и Австралия се нарежда сред най-известните личности и секс-символи на своето поколение. След като ранната ѝ кариера е отричана от много критици в Австралия, впоследствие Миноуг е хвалена за постиженията си. На музикалните награди ARIA от 2011 г. е приета от Австралийската асоциация на звукозаписната индустрия в нейната зала на славата. Освен това тя държи рекорда за най-високи продажби на билети за концерт на изпълнителка и има 9 песни, станали №1 в класацията за сингли ARIA. 
Получава известност с двегодишното си участие в австралийската сапунена опера „Съседи“. В края на 1980-те години започва успешна певческата си кариера, увенчана с над 80 милиона продажби на албуми в световен мащаб. През 1987 г. подписва договор със звукозаписната компания Пи У Ел, следващата година издава първия си студиен албум Kylie и сингъла „I Should Be So Lucky“. След това издава още 3 студийни албума, главно продуцирани от Сток, Ейткън и Уотърман, с които също има договор, но се отказва от сътрудничеството с тях заради спаднала популярност. През следващите няколко години се опитва да се наложи като независим изпълнител и композитор, дистанцирайки се от по-ранните си творби, но доста неуспешно. За да има повече контрол върху музиката си, Миноуг подписва договор със звукозаписната компания Диконстръкшън Рекърдс и издава през 1994 г. едноименния си албум Kylie Minogue и през 1997 година албума Impossible Princess. След това подписва договор с Парлофон Рекърдс и се връща към масовата денс-музика с издадения през 2000 г. албум Light Years и сингъла „Spinning Around“. Тогава възвръща славата си на денс-поп изпълнителка и става известна с провокативните си музикални клипове и скъпоструващите си концерти на живо. Следващият ѝ албум Fever, издаден през 2001 г., е особено успешен, а водещият му сингъл „Can't Get You Out of My Head“ е продаден в повече от 5 милиона копия. 
През 2008 г. Кайли Миноуг е произведена в Офицер на Ордена на Британската империя по случай Нова година за заслуги в областта на музиката. След това е произведена от френското правителство в Рицар на Ордена за изкуство и литература за приноса ѝ към обогатяването на френската култура. Получава през 2011 година Миноуг почетен докторат в областта на науката от университета Англия Ръскин за приноса си, като промоутър на борбата срещу рака на гърдата. Избрана е за Офицер на Ордена на Австралия по случай Деня на Австралия през 2019 година.

## Биография

### Детство и начало на кариерата
Кайли Ан Миноуг е родена на 28 май 1968 г. в Мелбърн, Австралия. Дъщеря е на счетоводител и балерина. От ранна възраст, тя и сестра ѝ Дани, в часовете след училище, са водени от майка си и от вуйчо си Алън Дейл (снимал се в ролята на Брадфорд Мийд в Грозната Бети) по всевъзможни кастинги, с надеждата да ги лансират в шоу-бизнеса, докато баща й видимо е незаинтересован от подобни изгледи. Амбициите им се сбъдват - Кайли бързо е забелязана от режисьорите и още на 11 години се снима в първия си телевизонен сериал Skyways, последван от успешния The Sullivans, на чиято снимачна площадка среща Джейсън Донован.
През 1984 г. Кайли Миноуг играе ролята на Шарлот в сериала The Henderson Kids, след който следва не особено успешният Zoo Family. На 15 години печели първата си статуетка „Logies“ (австралийският еквивалент на Еми). След 17 си рожден ден Кайли решава да напусне училище, за да се посвети изцяло на актьорската професия. Печели ролята на Шарлийн в сериала „Съседи“ (втората ѝ среща с Джейсън Донован). Оттук кариерата ѝ тръгва стремглаво нагоре, като печели отново Silver Logies за най-популярна актриса в Австралия и за най-популярен персонаж. Оказва се и талантлива певица. През 1987 г. на благотворителен концерт Кайли и останалата част от екипа на „Съседи“ са извикани на бис и тъй като нямат нищо предвидено, звездата предлага да изпълни любимата си класика „The Loco-Motion“ на Малката Ева. Импровизацията предизвиква огромен фурор и Кайли получава веднага предложение да я запише. Сингълът се продава в рекорден тираж по света и остава в чартовете седем седмици на първо място.

### 1988 – 1992: Първите години в музиката
Паралелно с актьорската, Кайли започва да развива и певческа кариера. През 1988 г. е поканена в Лондон да направи първия си албум Kylie, от който излизат 6 успешни хит сингъла, като „I Should Be So Lucky“, „Got to Be Certain“, новата версия на „The-Locomotion“, „Je Ne Sais Pas Pourquoi“ и други попадения. През 1989 г. Кайли прави и първия си игрален филм The Delinquents. Поради успеха на Kylie и на продължението на „Съседи“ феновете на Кайли и Донован настояват те да направят дует. Двамата изпяват мултиплатинения сингъл „Especially for You“, който е сред трите най-продавани сингли на Кайли по света, достигайки тираж от над 1,5 млн. копия. След като оглавява класациите с хитовете от дебюта си, Кайли не спира да работи и още през 1989 г., издава втория си албум Enjoy Yourself с първи успешен сингъл от него „Hand on Your Heart“. Той триумфира и с още три хита, включително „Tears on My Pillow“ – саундтрак към The Delinquents. Певицата се скарва с Донован, който смята, че тя се надценява, в резултат Кайли окончателно се установява в Лондон.
С помощта на автори от ранга на Уотърман, Стък и Алткен, както и на собствените си композиторски умения, Кайли прави завой в своя музикален облик. Песни като „Better the Devil You Know“, „Step Back in Time“, „What Do I Have to Do“, „Shocked“ от третия ѝ албум Rhythm of Love я превръщат в модна икона и показват новата ѝ същност – на изкусителка и лошо момиче. Кайли дължи до голяма степен преобразяването си на режисьора Дейвид Хоугън, направил оригиналните визия и замисъл в основните клипове от албума. Песните отново са сред топ 10 в класациите и тя продължава да трупа слава и одобрителна критика, обаче е въвлечена в разгулния живот и злоупотребата с алкохол и наркотици, присъщи на новия  ѝ приятел – вокалистът на INXS Майкъл Хътчинс, с когото се залюбва, след като той ѝ помага да се избави от досаден ухажор след приключването на един от концертите от първото ѝ турне. Той често й изневерява и след аферата му с тв-водещата Пола Йейтс се стига до раздялата им. Междувременно Кайли е записала и четвъртия си албум Let's Get to It. От него излизат също четири сингъла, като най-високо в класациите попада кавърът „Give Me Just a Little More Time“, добре се приема и баладата „Finer Feelings“. След този албум обаче Кайли решава, че не може да продължи музикалното си развитие с компанията PWL и след издаването на достигналия до първо място неин първи сборен албум и двата нови хит-сингъла от него „Celebration“ и „What Kind of Fool (Heard All That Before)“, тя прекратява договорните си взаимоотношения със звукозаписната къща.

### 1994 – 1998:Kylie MinogueиImpossible Princess
През 1993 г. подписва контракт с BMG и лейбъла Deconstruction Records. Първият им общ проект е албумът Kylie Minogue от 1994 г. Доста различен от досегашните проекти на Кайли, с три оригинални и новаторски сингъла: „Confide in Me“, „Put Yourself in My Place“ (любимата балада на Кайли) и може би най-неконвертируемия ѝ сингъл „Where Is the Feeling“, той се нарежда на 4-то място във Великобритания. В този период Кайли и Майкъл Хътчинс обявяват окончателната си раздяла. Скоро след това той се самоубива, а певицата се вини месеци наред, че не му е дала още един шанс. Утешава се с нови проекти. Един от тях е дуетът с Ник Кейв „Where the Wild Roses Grow“, който се превръща в най-продавания сингъл на певеца, а клипът показва нови посоки в творческия път и на двамата. Междувременно Кайли прави роля и за филма с Жан-Клод Ван Дам „Уличен боец“ („Street Fighter“, 1994).
След двегодишна пауза тя обявява излизането на петия си албум Impossible Princess за началото на септември 1997 г. Трагичната смърт на принцеса Даяна, както и доста технически незиправности, забавят проекта с повече от половин година, като той се появява през март 1998 г., предшестван от синглите „Some Kind of Bliss“ и „Did It Again“. Във Великобритания албумът излиза с обложка Kylie поради двусмислеността на предвиденото заглавие. Посрещнат е с огромен възторг от феновете, те оценяват положително по-рок звученето в някои от песните, както и съчетанието с други експериментаторски музикални стилове като дръм енд бейс, хаус и твърда електроника. По ремикс версиите на синглите Кайли работи с най-изявените имена в тази област като Brothers in Rhythm, Джуниор Васкес и други. Критиката обаче не спестява резервираността и нападките си срещу текстовете и музиката на песните, които до един са на певицата, както срещу цялостното звучене на Impossible Princess. Самата Кайли казва, че това е албумът, за който е получавала най-добрата критика в кариерата си; впоследствие е възприеман,  като най-некомерсиалния, но най-личния за Кайли. От проекта излиза трети сингъл, електронното парче „Breathe“, а в Австралия и четвърти – „Cowboy Style“. Между 1998 и 2000 г. Кайли има по-малко публични изяви с изключение на пищното турне Intimate and Live Tour Но през този период тя не спира да работи и подготвя ударно завръщане. Напуска BMG и се преориентира към EMI, Parlophone. Преди това обаче издават една компилация Hits+, включваща няколко от най-големите ѝ хитове, плюс доста нови и неиздавани песни и ремикси.

### 1999 – 2004:Light Years,FeverиBody Language
През юни 2000 г. Кайли се реабилитира с предизвикалия бурен възторг сингъл „Spinning Around“. Песента става номер едно едновременно в няколко държави и континенти. Следва „On a Night Like This“, както и самият албум Light Years от септември 2000 г. Light Years вади още няколко много успешни песни като „Kids“ с Роби Уилямс, „Please Stay“, „Butterfly“. Този албум е представен чрез изключително успешното турне On a Night Like This Tour. Във връзка с него се изменя и имиджът на певицата, с повече наблягане на нейния сексапил - отличителни стават панталонките, които носи в клипа на „Spinning Around“. Така започва нова поредица от успехи за нея. През септември 2001 г. се появява нейната песен-емблема – „Can't Get You Out of My Head“, с която Кайли става номер едно във всяка държава в Европа, в няколко в Азия, както и в денс-класациите в Америка, където песента предизвиква огромно оживление. Сингълът се продава в забележителния за времето си двумилионен тираж. Освен това певицата се превръща и в единствената изпълнителка освен Мадона, която има сингъл номер едно в 3 различни десетилетия. Следва албумът Fever, продал се в седем милиона копия по целия свят. Хит линията е продължена от уникалното парче „In Your Eyes“, както и от „Love at First Sight“ и „Come into My World“, с което Кайли открива грандиозното си турне KylieFever2002. За този албум получава и първото „Грами“ в своята кариера. Междувременно е приключила злополучната ѝ връзка с британския модел Джеймс Гудинг. Предполагаемо мотивиран от ревност (към Джъстин Тимбърлейк, с когото певицата се изявява на Британските награди), той оповестява в жълтите вестници историята им, описвайки Кайли, като егоцентричка с комплекс за вина. Тя скоро го заменя с френският актьор Оливие Мартинес.
След кратка почивка Кайли отново дава заявка за силен албум с пилотния си съавторски хит „Slow“ заедно с Емилиана Торини. Песента става номер едно в хит-листите във Великобритания и Австралия, оставайки дълго в челните позиции. Атрактивният клип, заснет в Барселона, също си спечелва голям брой фенове. Песните за албума Body Language са много чувствени и изпети със стил и елегантност. Много успешни сингли са и „Red Blooded Woman“, включващ и дългоочаквания ремикс на „Slow“ на Chemical brothers, както и грациозния хит „Chocolate“ с безупречен клип. През октомври 2004 г., Кайли прави нов пробив в класациите с композираното от нея и актуалните Siser sisters парче „I Believe in You“, което достига до номер две в чартовете. То е от уникалния по рода си Ultimate Kylie, включващ песни от началото на кариерата ѝ дотогава. Друг нов сингъл в този албум е съавторската песен „Giving You Up“. В края на 2004 г. Кайли е номинирана за награда Грами.

### 2005 – 2009:ShowgirlиX
В този период Кайли Миноуг за първи път гостува в България за концерт (на 18 май 2008 г., на софийския стадион „Локомотив“). В един от клиповете й участва момиче от България. Казва се Фелициана и е от град Чепеларе. Предшестван е от продължило от 2005 до края на 2007 г. международно и най-голямото ѝ дотогава турне по света. Билетите за него се разпродават за няколко минути. Участват танцьори, техници, режисьори, хореографи, сценографи, музиканти, вокалисти – поне около 500 души екип, който придружава певицата в нейните изпълнения в Европа и Австралия. В разгара на турнето и в навечерието на рождения ѝ ден я диагностицират с рак на гърдата, което бързо се разчува, а мениджмънтът на певицата дава официална пресконференция, на която тя обявява, че ѝ предстоят операция и евентуално допълнително лечение. Подложена е на операция и лечение чрез химио- и радиотерапия, което приключва едва в началото на 2007 г. Междувременно оставащите концерти в Австралия и Южна Азия са отменени, като е обявено, че парите от билетите ще бъдат върнати, което феновете отказват. В израз на почит към нея са създадени хиляди сайтове, които събират благопожелания за Кайли, препредавани й от нейните мениджъри. Чрез електронни съобщения до почитатели тя неколкократно им изразява благодарност за подкрепата, каквато получава и от семейството и гаджето си. Множеството слухове, че се кани да се ожени за Оливие обаче са редовно отричани и тя скоро пак се отдава на творчески изяви. По време на лечението си Кайли е написала голяма част от парчетата за поредния си албум. В новия си вид се показа най-напред на парти на Долче и Габана в Портофино, Италия. Само няколко дни по-късно заминава за Ню Йорк, където провежда срещи със Сисър Систърс за нови песни, а в края на годината подновява и довършва по план спряното си турне. В края на 2007 г. е издаден албумът с име X. Най-известните песни от него са „2 Hearts“ и „Wow“. Певицата издава и документален филм, съвместно с Уилям Бейкър, наречен White Diamond.

### Други постижения
В края на 2006 г. издава детска книжка. Последва парфюмът ѝ Darling, който става най-продаваният на Острова. Веригата H&M залага на нея. Запомнящи са изпълненията ѝ на Олимпийските игри в Сидни и ултра секси модната ѝ линия Love Kylie. Създава и редица собствени аромати, сред които:
- Darling (2006)
- Sweet Darling (2007)
- Sexy Darling (2008)
- Couture (2009)
- Pink Sparkle (2010)
- Dazzling Darling (2011)
- Music Box (2012)

## Дискография

### Студийни албуми
- „Kylie“ – 1988 – PWL
- „Enjoy Yourself“ – 1989 – PWL
- „Rhythm of Love“ – 1990 – PWL
- „Let's Get to It“ – 1991 – PWL
- „Kylie Minogue“ – 1994 – Deconstruction
- „Impossible Princess“ – 1997 – Deconstruction
- „Light Years“ – 2000 – Parlophone
- „Fever“ – 2001 – Parlophone
- „Body Language“ – 2003 – Parlophone
- „X“ – 2007 – Parlophone
- „Aphrodite“ – 2010 – Parlophone
- „Kiss Me Once“ – 2014 – Parlophone, Warner Bros.
- „Kylie Christmas“ – 2015 – Parlophone, Warner Bros.
- „Golden“ – 2018 – BMG, Liberator
- „Disco“ – 2020 – Darenote, BMG
- „Tension“ – 2023 – Darenote, BMG
- „Tension II“ – 2024 – Darenote, BMG

### Преиздания
- „The Kylie Collection“ – 1988 – Mushroom
- „Kylie Christmas: Snow Queen Edition“ – 2016 – Parlophone

### Компилации
- „Greatest Hits“ – 1992 – PWL
- „Hits+“ – 2000 – BMG
- „Confide in Me“ – 2002 – BMG
- „Greatest Hits“ – 2002 – BMG
- „Greatest Hits 87–97“ – 2003 – BMG
- „Greatest Hits 1987–1999“ – 2003 – Festival Records
- „Kylie Minogue: Artist Collection“ – 2004 – BMG
- „Ultimate Kylie“ – 2004 – EMI
- „Confide in Me: The Irresistible Kylie“ – 2007 – Music Club
- „Hits“ – 2011 – EMI Music Japan
- „The Best of Kylie Minogue“ – 2012 – EMI
- „The Abbey Road Sessions“ – 2012 – Parlophone
- „Confide in Me“ – 2016 – BMG
- „Step Back in Time: The Definitive Collection“ – 2019 – BMG, Parlophone

### Концертни албуми
- „Intimate and Live“ – 1998 – Mushroom
- „Showgirl“ – 2005 – Parlophone
- „Showgirl Homecoming Live“ – 2007 – Parlophone
- „Kylie: Live in New York“ – 2009 – Parlophone
- „Aphrodite Les Folies: Live“ – 2011 – Parlophone
- „Kiss Me Once Live at the SSE Hydro“ – 2015 – Parlophone
- „Golden Live in Concert“ – 2019 – BMG

### Албуми с ремикси
- „Kylie's Remixes Volume 1“ – 1989 – PWL
- „Kylie's Remixes Volume 2“ – 1992 – PWL
- „Kylie's Non-Stop History 50+1“ – 1993 – PWL
- „Mixes“ – 1998 – Deconstruction
- „Impossible Remixes“ – 1998 – Mushroom
- „Greatest Remix Hits 1“ – 1993 – Mushroom
- „Greatest Remix Hits 2“ – 1993 – Mushroom
- „Greatest Remix Hits 3“ – 1998 – Mushroom
- „Greatest Remix Hits 4“ – 1998 – Mushroom
- „Boombox“ – 2008 – Parlophone
- „Essential Mixes“ – 2010 – Sony Music

### Бокс-сет албуми
- „Kylie: The Albums 2000–2010“ – 2011 – Parlophone
- „K25 Time Capsule“ – 2012 – Parlophone

### EP
- „Money Can't Buy“ – 2004
- „Darling“ – 2007
- „Pink Sparkle“ – 2010
- „A Kylie Christmas“ – 2010
- „Sleepwalker“ – 2014
- „Kylie + Garibay“ – 2015

### Сингли

#### 1980-те
- „The Loco-Motion“ – 1987
- „I Should Be So Lucky“ – 1987
- „Got to Be Certain“ – 1988
- „Je Ne Sais Pas Pourquoi“ – 1988
- „It's No Secret“ – 1988
- „Turn It into Love“ – 1988
- „Hand on Your Heart“ – 1989
- „Wouldn't Change a Thing“ – 1989
- „Never Too Late“ – 1989

#### 1990-те
- „Tears on My Pillow“ – 1990
- „Better the Devil You Know“ – 1990
- „Step Back in Time“ – 1990
- „What Do I Have to Do?“ – 1991
- „Shocked“ – 1991
- „Word Is Out“ – 1991
- „If You Were with Me Now“ (с Кийт Уошингтън) – 1991
- „Give Me Just a Little More Time“ – 1992
- „Finer Feelings“ – 1992
- „What Kind of Fool (Heard All That Before)“ – 1992
- „Celebration“ – 1992
- „Confide in Me“ – 1994
- „Put Yourself in My Place“ – 1994
- „Where Is the Feeling“ – 1995
- „Where the Wild Roses Grow“ – 1995 (с Ник Кейв)
- „Some Kind of Bliss“ – 1997
- „Did It Again“ – 1997
- „Breathe“ – 1998
- „Cowboy Style“ – 1998

#### 2000-те
- „Spinning Around“ – 2000
- „On a Night Like This“ – 2000
- „Kids“ – 2000 (с Роби Уилямс)
- „Please Stay“ – 2000
- „Your Disco Needs You“ – 2001
- „Can't Get You Out of My Head“ – 2001
- „In Your Eyes“ – 2002
- „Love at First Sight“ – 2002
- „Come into My World“ – 2002
- „Slow“ – 2003
- „Red Blooded Woman“ – 2004
- „Chocolate“ – 2004
- „I Believe in You“ – 2004
- „Giving You Up“ – 2005
- „Sometime Samurai“ – 2005
- „2 Hearts“ – 2007
- „Wow“ – 2007
- „In My Arms“ – 2008
- „All I See“ – 2008
- „The One“ – 2008

#### 2010-те
- „All the Lovers“ – 2010
- „Get Outta My Way“ – 2010
- „Better Than Today“ – 2010
- „Put Your Hands Up (If You Feel Love)“ – 2011
- „Timebomb“ – 2012
- „Flower“ – 2012
- „On a Night Like This“ – 2012
- „Whistle“ – 2013
- „Into the Blue“ – 2014
- „I Was Gonna Cancel“ – 2014
- „Only You“ – 2015
- „100 Degrees“ – 2015
- „Every Day's Like Christmas“ – 2015
- „At Christmas“ – 2016
- „Wonderful Christmastime“ – 2016
- „Dancing“ – 2018
- „Stop Me from Falling“ – 2018
- „Golden“ – 2018
- „A Lifetime to Repair“ – 2018
- „Music's Too Sad Without You“ – 2018
- „Sincerely Yours“ – 2018
- „New York City“ – 2019

#### 2020-те
- „Say Something“ – 2020
- „Magic“ – 2020
- „Real Groove“ – 2020

## Турнета
- Disco in Dream Tour (1989)
- Enjoy Yourself Tour (1990)
- Rhythm of Love Tour (1991)
- Let's Get to It Tour (1991)
- Intimate and Live Tour (1998)
- On a Night Like This Tour (2001)
- KylieFever2002 (2002)
- Showgirl: The Greatest Hits Tour (2005)
- Showgirl: The Homecoming Tour (2006 – 2007)
- KylieX2008 (2008 – 2009)
- For You, For Me Tour (2009)
- Aphrodite: Les Folies Tour (2011)
- Anti Tour (2012)
- Kiss Me Once Tour (2014 – 2015)
- Golden Tour (2018 – 2019)

## Концерти
- Money Can't Buy (2003)
- Kylie Summer 2015 (2015)
- A Kylie Christmas (2015 – 2016)
- Kylie Presents: Golden (2018)
- Summer 2019 (2019)
- Infinite Disco (2020)

## Избрана филмография
- „The Delinquents“ (1989)
- „Уличен боец“ („Street Fighter“, 1994)
- „Мулен Руж“ („Moulin Rouge!“, 2001)
- „Холи Мотърс“ („Holy Motors“, 2012)
- „Сан Андреас“ („San Andreas“, 2015)